# Instituto de Empresa
Instituto de Empresa, S. L. es una empresa dedicada a la enseñanza. Cuenta con un claustro integrado por más de 500 profesores que imparten clases a alumnos de más de 90 países en titulaciones de pregrado, postgrado y formación a ejecutivos a través de IE Universidad.
La plataforma de antiguos alumnos de IE está presente en más de 100 países.

## Historia
- 1973: nace el IE, actual IE Business School, como una escuela de negocios privada.
- 1983-1992: da inicio a su programa International MBA. El campus creció hasta alcanzar 7000 m², con capacidad para 1000 alumnos.
- 1993-2002: se creó la fundación IE para promover la investigación y conceder becas a alumnos sobresalientes. Se subscribe a la Alianza Sumaq de executive education.
- Enero de 2007: se suscribe un acuerdo con la Universidad SEK de Segovia (perteneciente a la Institución Internacional SEK de Jorge Segovia), el IE se hace con el 80 % del accionariado.[2][3]
- 2008: la Universidad SEK de Segovia cambia su denominación por la de IE Universidad.